# 10e Yuan législatif

Composition des sièges pour le 10e yuan législatif avant les changements

Le 10e Yuan législatif est la législature du Yuan législatif (parlement monocaméral de Taïwan, du 1er février 2020 au 1er février 2024.
Les membres de l'assemblée ont été élus lors des élections législatives taïwanaises de 2020.
Le Parti démocrate progressiste (DPP) a conservé le statut majoritaire, tout comme les partis verts et assimilés.

## Circonscriptions uninominales
| Circonscription     | Circonscription     | Député               | Parti  | Parti                            |
| ------------------- | ------------------- | -------------------- | ------ | -------------------------------- |
| Nouveau Taipei      | I                   | Hung Mong-kai        |        | Kuomintang                       |
| Nouveau Taipei      | II                  | Lin Shu-fen          |        | Parti démocrate progressiste     |
| Nouveau Taipei      | III                 | Yu Tian              |        | Parti démocrate progressiste     |
| Nouveau Taipei      | IV                  | Wu Ping-jui          |        | Parti démocrate progressiste     |
| Nouveau Taipei      | V                   | Su Chiao-hui         |        | Parti démocrate progressiste     |
| Nouveau Taipei      | VI                  | Chang Hung-lu        |        | Parti démocrate progressiste     |
| Nouveau Taipei      | VII                 | Lo Chih-cheng        |        | Parti démocrate progressiste     |
| Nouveau Taipei      | VIII                | Chiang Yung-chang    |        | Parti démocrate progressiste     |
| Nouveau Taipei      | IX                  | Lin Te-fu            |        | Kuomintang                       |
| Nouveau Taipei      | X                   | Wu Chi-ming          |        | Parti démocrate progressiste     |
| Nouveau Taipei      | XI                  | Lo Ming-tsai         |        | Kuomintang                       |
| Nouveau Taipei      | XII                 | Lai Pin-yu           |        | Parti démocrate progressiste     |
| Taipei              | I                   | Rosalia Wu           |        | Parti démocrate progressiste     |
| Taipei              | II                  | Ho Chih-wei          |        | Parti démocrate progressiste     |
| Taipei              | III                 | Wang Hung-wei        |        | Kuomintang                       |
| Taipei              | IV                  | Kao Chia-yu          |        | Parti démocrate progressiste     |
| Taipei              | V                   | Freddy Lim           |        | Indépendant                      |
| Taipei              | VI                  | Vacant               | Vacant | Vacant                           |
| Taipei              | VII                 | Fai Hrong-tai        |        | Kuomintang                       |
| Taipei              | VIII                | Lai Shyh-bao         |        | Kuomintang                       |
| Taoyuan             | I                   | Cheng Yun-peng       |        | Parti démocrate progressiste     |
| Taoyuan             | II                  | Huang Shier-chieg    |        | Parti démocrate progressiste     |
| Taoyuan             | III                 | Lu Ming-che          |        | Kuomintang                       |
| Taoyuan             | IV                  | Wan Mei-ling         |        | Kuomintang                       |
| Taoyuan             | V                   | Lu Yu-ling           |        | Kuomintang                       |
| Taoyuan             | VI                  | Chao Cheng-yu        |        | Indépendant (caucus avec le DPP) |
| Taichung            | I                   | Tsai Chi-chang       |        | Parti démocrate progressiste     |
| Taichung            | II                  | Lin Ching-yi         |        | Parti démocrate progressiste     |
| Taichung            | III                 | Yang Chiung-ying     |        | Kuomintang                       |
| Taichung            | IV                  | Chang Liao Wan-chien |        | Parti démocrate progressiste     |
| Taichung            | V                   | Zhuang Ching-cheng   |        | Parti démocrate progressiste     |
| Taichung            | VI                  | Huang Kuo-shu        |        | Indépendant                      |
| Taichung            | VII                 | Ho Hsin-chun         |        | Parti démocrate progressiste     |
| Taichung            | VIII                | Johnny Chiang        |        | Kuomintang                       |
| Tainan              | I                   | Lai Huei-yuen        |        | Parti démocrate progressiste     |
| Tainan              | II                  | Kuo Kuo-wen          |        | Parti démocrate progressiste     |
| Tainan              | III                 | Chen Ting-fei        |        | Parti démocrate progressiste     |
| Tainan              | IV                  | Lin I-chin           |        | Parti démocrate progressiste     |
| Tainan              | V                   | Lin Chun-hsien       |        | Parti démocrate progressiste     |
| Tainan              | VI                  | Wang Ting-yu         |        | Parti démocrate progressiste     |
| Kaohsiung           | I                   | Chiu Yi-ying         |        | Parti démocrate progressiste     |
| Kaohsiung           | II                  | Chiu Chih-wei        |        | Parti démocrate progressiste     |
| Kaohsiung           | III                 | Liu Shyh-fang        |        | Parti démocrate progressiste     |
| Kaohsiung           | IV                  | Lin Tai-hua          |        | Parti démocrate progressiste     |
| Kaohsiung           | V                   | Lee Kun-tse          |        | Parti démocrate progressiste     |
| Kaohsiung           | VI                  | Chao Tien-lin        |        | Parti démocrate progressiste     |
| Kaohsiung           | VII                 | Hsu Chih-chieh       |        | Parti démocrate progressiste     |
| Kaohsiung           | VIII                | Lai Jui-lung         |        | Parti démocrate progressiste     |
| Comté de Yilan      | Comté de Yilan      | Chen Ou-po           |        | Parti démocrate progressiste     |
| Comté de Hsinchu    | I                   | Lin Wei-chou         |        | Kuomintang                       |
| Comté de Hsinchu    | II                  | Lin Si-ming          |        | Kuomintang                       |
| Miaoli County       | I                   | Chen Chao-ming       |        | Kuomintang                       |
| Miaoli County       | II                  | Hsu Chih-jung        |        | Kuomintang                       |
| Comté de Changhua   | I                   | Chen Hsiu-bao        |        | Parti démocrate progressiste     |
| Comté de Changhua   | II                  | Huang Hsiu-fang      |        | Parti démocrate progressiste     |
| Comté de Changhua   | III                 | Hsieh Yi-fong        |        | Kuomintang                       |
| Comté de Changhua   | IV                  | Chen Su-yueh         |        | Parti démocrate progressiste     |
| Comté de Nantou     | I                   | Ma Wen-chun          |        | Kuomintang                       |
| Comté de Nantou     | II                  | Frida Tsai           |        | Parti démocrate progressiste     |
| Comté de Yunlin     | I                   | Su Chih-fen          |        | Parti démocrate progressiste     |
| Comté de Yunlin     | II                  | Liu Chien-kuo        |        | Parti démocrate progressiste     |
| Comté de Chiayi     | I                   | Tsai Yi-yu           |        | Parti démocrate progressiste     |
| Comté de Chiayi     | II                  | Chen Ming-wen        |        | Parti démocrate progressiste     |
| Comté de Pingtung   | I                   | Chung Chia-pin       |        | Parti démocrate progressiste     |
| Comté de Pingtung   | II                  | Su Chen-ching        |        | Indépendant (caucus avec le DPP) |
| Comté de Hualien    | Comté de Hualien    | Fu Kun-chi           |        | Kuomintang                       |
| Comté de Taitung    | Comté de Taitung    | Liu Chao-how         |        | Parti démocrate progressiste     |
| Comté de Penghu     | Comté de Penghu     | Yang Yao             |        | Parti démocrate progressiste     |
| Keelung             | Keelung             | Tsai Shih-ying       |        | Parti démocrate progressiste     |
| Hsinchu             | Hsinchu             | Cheng Cheng-chien    |        | Kuomintang                       |
| Chiayi              | Chiayi              | Wang Mei-hui         |        | Parti démocrate progressiste     |
| Comté de Kinmen     | Comté de Kinmen     | Chen Yu-chen         |        | Kuomintang                       |
| Comté de Lienchiang | Comté de Lienchiang | Chen Hsueh-sheng     |        | Kuomintang                       |
| Peuples de Lowland  | Peuples de Lowland  | Sra Kacaw            |        | Kuomintang                       |
| Peuples de Lowland  | Peuples de Lowland  | Liao Kuo-tung        |        | Kuomintang                       |
| Peuples de Lowland  | Peuples de Lowland  | Chen Ying            |        | Parti démocrate progressiste     |
| Peuples de Highland | Peuples de Highland | Kao Chin Su-mei      |        | Indépendant (caucus avec KMT).   |
| Peuples de Highland | Peuples de Highland | Wu Li-hua            |        | Parti démocrate progressiste     |
| Peuples de Highland | Peuples de Highland | Kung Wen-chi         |        | Kuomintang                       |

## Représentation proportionnelle par parti
| Num. | Nom du député     | Parti | Parti                        |
| ---- | ----------------- | ----- | ---------------------------- |
| 1    | Wu Yu-chin        |       | Parti démocrate progressiste |
| 2    | Hung Sun-han      |       | Parti démocrate progressiste |
| 3    | Fan Yun           |       | Parti démocrate progressiste |
| 4    | Lo Mei-ling       |       | Parti démocrate progressiste |
| 5    | Chiu Tai-yuan     |       | Parti démocrate progressiste |
| 6    | Chou Chun-mi      |       | Parti démocrate progressiste |
| 7    | Yu Shyi-kun       |       | Parti démocrate progressiste |
| 8    | Ker Chien-ming    |       | Parti démocrate progressiste |
| 9    | Kuan Bi-ling      |       | Parti démocrate progressiste |
| 10   | Chuang Jui-hsiung |       | Parti démocrate progressiste |
| 11   | Shen Fa-hui       |       | Parti démocrate progressiste |
| 12   | Michelle Lin      |       | Parti démocrate progressiste |
| 13   | Tang Hui-jen      |       | Parti démocrate progressiste |
| 14   | Chen Ching-min    |       | Parti démocrate progressiste |
| 15   | Chen Pei-yu       |       | Parti démocrate progressiste |
| Num. | Nom du député     | Parti | Parti                        |
| 1    | Tseng Ming-chung  |       | Kuomintang                   |
| 2    | Yeh Yu-lan        |       | Kuomintang                   |
| 3    | Stacey Lee        |       | Kuomintang                   |
| 4    | Wu Sz-huai        |       | Kuomintang                   |
| 5    | Cheng Li-wun      |       | Kuomintang                   |
| 6    | Lin Wen-jui       |       | Kuomintang                   |
| 7    | Liao Wan-ju       |       | Kuomintang                   |
| 8    | Wong Chung-chun   |       | Kuomintang                   |
| 9    | Wu I-ding         |       | Kuomintang                   |
| 10   | Chen I-hsin       |       | Kuomintang                   |
| 11   | Chang Yu-mei      |       | Kuomintang                   |
| 12   | Lee De-wei        |       | Kuomintang                   |
| 13   | Wen Yu-hsia       |       | Kuomintang                   |
| Num. | Nom du député     | Parti | Parti                        |
| 1    | Lai Hsiang-lin    |       | Parti populaire taïwanais    |
| 2    | Jang Chyi-lu      |       | Parti populaire taïwanais    |
| 3    | Ann Kao           |       | Parti populaire taïwanais    |
| 4    | Andy Chiu         |       | Parti populaire taïwanais    |
| 5    | Tsai Pi-ru        |       | Parti populaire taïwanais    |
| 6    | Cynthia Wu        |       | Parti populaire taïwanais    |
| 7    | Chen Wan-hui      |       | Parti populaire taïwanais    |
| Num. | Nom du député     | Parti | Parti                        |
| 1    | Chen Jiau-hua     |       | Parti du nouveau pouvoir     |
| 2    | Chiu Hsien-chih   |       | Parti du nouveau pouvoir     |
| 3    | Wang Wan-yu       |       | Parti du nouveau pouvoir     |